# 杨阿根
杨阿根（？—？），籍贯不明。中国共产党党员。

## 生平
中国共产党第五次全国代表大会代表。1927年4月，作为中共上海区委选派的代表，从上海到武汉，参加中国共产党第五次全国代表大会。后情况不明。